# Football aux Jeux méditerranéens de 2022
 (juin 2022).
Si vous disposez d'ouvrages ou d'articles de référence ou si vous connaissez des sites web de qualité traitant du thème abordé ici, merci de compléter l'article en donnant les références utiles à sa vérifiabilité et en les liant à la section « Notes et références ».
Navigation
Tarragone 2018
Les épreuves de football masculin des Jeux méditerranéens de 2022 ont lieu à Oran, en Algérie, du 26 juin au 4 juillet 2022. Il n'y a pas d'épreuves pour les femmes.

## Nations participantes
Chaque équipe participante comporte 18 joueurs nés après le 1er janvier 2004:
- Algérie -18 ans
- Espagne -18 ans
- France -18 ans
- Grèce -18 ans
- Italie -18 ans
- Maroc -18 ans
- Portugal -18 ans
- Turquie -18 ans

## Programme
| ● | Compétition | ● | Finale |

| Juin | Juin | Juin | Juin | Juin | Juillet | Juillet | Juillet | Juillet |
| 26   | 27   | 28   | 29   | 30   | 1       | 2       | 3       | 4       |
| ●    |      | ●    |      | ●    |         | ●       |         | ●       |

## Stades
Quatre stades ont été destinés à accueillir les matchs de ce tournoi :
| Stade                   | Ville              | Capacité |
| ----------------------- | ------------------ | -------- |
| Stade Abdelkrim Kerroum | Sig                | 20 000   |
| Stade Ahmed-Zabana      | Oran               | 40 000   |
| Stade Mers El Hadjadj   | Mers El Hadjadj    | 5 400    |
| Stade Miloud Hadefi     | Bir El Djir (Oran) | 40 143   |

## Épreuve masculine

### Phase de groupes

#### Groupe A
| Rang | Équipe  | Pts | J | G | N | P | Bp | Bc | Diff |
| ---- | ------- | --- | - | - | - | - | -- | -- | ---- |
| 1    | France  | 7   | 3 | 2 | 1 | 0 | 5  | 3  | +2   |
| 2    | Maroc   | 4   | 3 | 1 | 1 | 1 | 3  | 2  | +1   |
| 3    | Algérie | 3   | 3 | 1 | 0 | 2 | 3  | 5  | -2   |
| 4    | Espagne | 2   | 3 | 0 | 2 | 1 | 2  | 3  | -1   |

| 1re journée        | Algérie           | 1 – 0   | Espagne |                                                              |                                                              |
| 26 juin 2022 17h00 | Puch-Herrantz 27e | (1 – 0) |         | Stade Abdelkrim Kerroum, Sig Arbitrage : Evangelos Manouchos | Stade Abdelkrim Kerroum, Sig Arbitrage : Evangelos Manouchos |
| 26 juin 2022 17h00 | Rapport           |         |         | Stade Abdelkrim Kerroum, Sig Arbitrage : Evangelos Manouchos | Stade Abdelkrim Kerroum, Sig Arbitrage : Evangelos Manouchos |

| 26 juin 2022 | France               | 1 – 0   | Maroc |                                                             |                                                             |
| 20h00        | Messoussa 15e (pen.) | (1 – 0) |       | Stade Abdelkrim Kerroum, Sig Arbitrage : Luca Pairetto (it) | Stade Abdelkrim Kerroum, Sig Arbitrage : Luca Pairetto (it) |
| 20h00        | Rapport              |         |       | Stade Abdelkrim Kerroum, Sig Arbitrage : Luca Pairetto (it) | Stade Abdelkrim Kerroum, Sig Arbitrage : Luca Pairetto (it) |

| 2e journée         | Algérie | 0 – 2   | Maroc                      |                                                      |                                                      |
| 28 juin 2022 17h00 |         | (0 – 0) | Boukhres 48e · Raihani 64e | Stade Abdelkrim Kerroum, Sig Arbitrage : Amir Loucif | Stade Abdelkrim Kerroum, Sig Arbitrage : Amir Loucif |
| 28 juin 2022 17h00 | Rapport |         |                            | Stade Abdelkrim Kerroum, Sig Arbitrage : Amir Loucif | Stade Abdelkrim Kerroum, Sig Arbitrage : Amir Loucif |

| 28 juin 2022 | France   | 1 – 1   | Espagne   |                                                        |                                                        |
| 20h00        | Dimi 55e | (0 – 0) | Pujol 47e | Stade Ahmed-Zabana, Oran Arbitrage : Zorbay Küçük (tr) | Stade Ahmed-Zabana, Oran Arbitrage : Zorbay Küçük (tr) |
| 20h00        | Rapport  |         |           | Stade Ahmed-Zabana, Oran Arbitrage : Zorbay Küçük (tr) | Stade Ahmed-Zabana, Oran Arbitrage : Zorbay Küçük (tr) |

| 3e journée         | Algérie                       | 2 – 3   | France                                 |                                                         |                                                         |
| 30 juin 2022 20h00 | Chegra 56e (pen.) · Zaoui 79e | (0 – 2) | Messoussa 8e 28e · Bouanani 81e (pen.) | Stade Ahmed-Zabana, Oran Arbitrage : Luca Pairetto (it) | Stade Ahmed-Zabana, Oran Arbitrage : Luca Pairetto (it) |
| 30 juin 2022 20h00 | [PDF]Rapport                  |         |                                        | Stade Ahmed-Zabana, Oran Arbitrage : Luca Pairetto (it) | Stade Ahmed-Zabana, Oran Arbitrage : Luca Pairetto (it) |

| 30 juin 2022 | Maroc              | 1 – 1   | Espagne          |                                                                         |                                                                         |
| 20h00        | Khalifi 23e (pen.) | (1 – 1) | Bastida (en) 12e | Stade Abdelkrim Kerroum, Sig Arbitrage : Bruno José Ribeiro Pires Costa | Stade Abdelkrim Kerroum, Sig Arbitrage : Bruno José Ribeiro Pires Costa |
| 20h00        | [PDF]Rapport       |         |                  | Stade Abdelkrim Kerroum, Sig Arbitrage : Bruno José Ribeiro Pires Costa | Stade Abdelkrim Kerroum, Sig Arbitrage : Bruno José Ribeiro Pires Costa |

#### Groupe B
| Rang | Équipe   | Pts | J | G | N | P | Bp | Bc | Diff |
| ---- | -------- | --- | - | - | - | - | -- | -- | ---- |
| 1    | Italie   | 7   | 3 | 2 | 1 | 0 | 5  | 0  | +5   |
| 2    | Turquie  | 4   | 3 | 1 | 1 | 1 | 2  | 3  | -1   |
| 3    | Portugal | 3   | 3 | 1 | 0 | 2 | 2  | 3  | -1   |
| 4    | Grèce    | 3   | 3 | 1 | 0 | 2 | 3  | 6  | -3   |

| 1re journée        | Grèce       | 1 – 2   | Turquie                  |                                                                      |                                                                      |
| 26 juin 2022 17h00 | Volakis 81e | (0 – 2) | 39e Yilmaz · 45+1e Bicer | Stade Mers El Hadjadj, Marsat El Hadjadj Arbitrage : Jérémie Pignard | Stade Mers El Hadjadj, Marsat El Hadjadj Arbitrage : Jérémie Pignard |
| 26 juin 2022 17h00 | Rapport     |         |                          | Stade Mers El Hadjadj, Marsat El Hadjadj Arbitrage : Jérémie Pignard | Stade Mers El Hadjadj, Marsat El Hadjadj Arbitrage : Jérémie Pignard |

| 26 juin 2022 | Italie       | 1 – 0   | Portugal |                                                  |                                                  |
| 20h00        | Raimondo 77e | (0 – 0) |          | Stade Ahmed-Zabana, Oran Arbitrage : Karim Sabry | Stade Ahmed-Zabana, Oran Arbitrage : Karim Sabry |
| 20h00        | Rapport      |         |          | Stade Ahmed-Zabana, Oran Arbitrage : Karim Sabry | Stade Ahmed-Zabana, Oran Arbitrage : Karim Sabry |

| 2e journée         | Italie                                              | 4 – 0   | Grèce |                                                                       |                                                                       |
| 28 juin 2022 17h00 | Raimondo 47e 65e 90+1e (pen.) · D'Andrea 79e (pen.) | (0 – 0) |       | Stade Mers El Hadjadj, Marsat El Hadjadj Arbitrage : Lotfi Boukouassa | Stade Mers El Hadjadj, Marsat El Hadjadj Arbitrage : Lotfi Boukouassa |
| 28 juin 2022 17h00 | Rapport                                             |         |       | Stade Mers El Hadjadj, Marsat El Hadjadj Arbitrage : Lotfi Boukouassa | Stade Mers El Hadjadj, Marsat El Hadjadj Arbitrage : Lotfi Boukouassa |

| 28 juin 2022 | Portugal                                    | 2 – 0   | Turquie |                                                        |                                                        |
| 20h00        | Mariano Falé 15e · Alves Freitas 53e (pen.) | (1 – 0) |         | Stade Abdelkrim Kerroum, Sig Arbitrage : Youcef Gamouh | Stade Abdelkrim Kerroum, Sig Arbitrage : Youcef Gamouh |
| 20h00        | Rapport                                     |         |         | Stade Abdelkrim Kerroum, Sig Arbitrage : Youcef Gamouh | Stade Abdelkrim Kerroum, Sig Arbitrage : Youcef Gamouh |

| 3e journée         | Turquie      | 0 – 0   | Italie |                                                                  |                                                                  |
| 30 juin 2022 17h00 |              | (0 – 0) |        | Stade Mers El Hadjadj, Marsat El Hadjadj Arbitrage : Amir Loucif | Stade Mers El Hadjadj, Marsat El Hadjadj Arbitrage : Amir Loucif |
| 30 juin 2022 17h00 | [PDF]Rapport |         |        | Stade Mers El Hadjadj, Marsat El Hadjadj Arbitrage : Amir Loucif | Stade Mers El Hadjadj, Marsat El Hadjadj Arbitrage : Amir Loucif |

| 30 juin 2022 | Portugal     | 0 – 2   | Grèce            |                                                      |                                                      |
| 17h00        |              | (0 – 0) | 76e 79e Koutsias | Stade Abdelkrim Kerroum, Sig Arbitrage : Lamia Atman | Stade Abdelkrim Kerroum, Sig Arbitrage : Lamia Atman |
| 17h00        | [PDF]Rapport |         |                  | Stade Abdelkrim Kerroum, Sig Arbitrage : Lamia Atman | Stade Abdelkrim Kerroum, Sig Arbitrage : Lamia Atman |

### Phase finale
|  | Demi-finales                        | Demi-finales                   |                 |   | Finale                             | Finale                             |
|  | Demi-finales                        | Demi-finales                   |                 |   | Finale                             | Finale                             |
|  |                                     |                                |                 |   |                                    |                                    |
|  | 2 juillet à Stade Ahmed-Zabana      | 2 juillet à Stade Ahmed-Zabana |                 |   | 4 juillet à Stade olympique d'Oran | 4 juillet à Stade olympique d'Oran |
|  | 2 juillet à Stade Ahmed-Zabana      | 2 juillet à Stade Ahmed-Zabana |                 |   | 4 juillet à Stade olympique d'Oran | 4 juillet à Stade olympique d'Oran |
|  | France                              | 2                              |                 |   | 4 juillet à Stade olympique d'Oran | 4 juillet à Stade olympique d'Oran |
|  | France                              | 2                              |                 |   | 4 juillet à Stade olympique d'Oran | 4 juillet à Stade olympique d'Oran |
|  | Turquie                             | 0                              |                 |   | 4 juillet à Stade olympique d'Oran | 4 juillet à Stade olympique d'Oran |
|  | Turquie                             | 0                              | France          | 1 |                                    |                                    |
|  | 2 juillet à Stade Abdelkrim Kerroum |                                | France          | 1 |                                    |                                    |
|  |                                     | Italie                         | 0               |   |                                    |                                    |
|  | Italie                              | Italie                         | 0               | 2 |                                    |                                    |
|  | Italie                              |                                |                 | 2 |                                    |                                    |
|  | Maroc                               | 1                              |                 |   |                                    |                                    |
|  | Maroc                               | 1                              | Troisième place |   |                                    |                                    |
|  |                                     |                                |                 |   |                                    |                                    |
|  | 4 juillet à Stade olympique d'Oran  |                                |                 |   |                                    |                                    |
|  |                                     |                                |                 |   |                                    |                                    |
|  | Turquie                             | 2                              |                 |   |                                    |                                    |
|  | Turquie                             | 2                              |                 |   |                                    |                                    |
|  | Maroc                               | 4                              |                 |   |                                    |                                    |
|  | Maroc                               | 4                              |                 |   |                                    |                                    |

#### Demi-finale
| 2 juillet 2022 | France                        | 2 – 0   | Turquie |                                                    |                                                    |
| 17h30          | Messoussa 10e · Ikia Dimi 84e | (1 – 0) |         | Stade Ahmed-Zabana, Oran Arbitrage : Youcef Gamouh | Stade Ahmed-Zabana, Oran Arbitrage : Youcef Gamouh |
| 17h30          | [PDF]Rapport                  |         |         | Stade Ahmed-Zabana, Oran Arbitrage : Youcef Gamouh | Stade Ahmed-Zabana, Oran Arbitrage : Youcef Gamouh |

| 2 juillet 2022 | Italie           | 2 – 1   | Maroc                |                                                          |                                                          |
| 21h00          | Raimondo 55e 63e | (0 – 0) | 90+3e (pen.) Khalifi | Stade Abdelkrim Kerroum, Sig Arbitrage : Jérémie Pignard | Stade Abdelkrim Kerroum, Sig Arbitrage : Jérémie Pignard |
| 21h00          | [PDF] Rapport    |         |                      | Stade Abdelkrim Kerroum, Sig Arbitrage : Jérémie Pignard | Stade Abdelkrim Kerroum, Sig Arbitrage : Jérémie Pignard |

#### Match pour la troisième place
| 4 juillet 2022 | Turquie       | 2 – 4   | Maroc                                               |                                                                             |                                                                             |
| 17h00          | Bicer 15e 58e | (1 – 1) | Anhari 45+1e · Raihani 47e · Maurer 73e · Sadik 86e | Stade Miloud Hadefi, Bir El Djir Arbitrage : Bruno José Ribeiro Pires Costa | Stade Miloud Hadefi, Bir El Djir Arbitrage : Bruno José Ribeiro Pires Costa |
| 17h00          | [PDF]Rapport  |         |                                                     | Stade Miloud Hadefi, Bir El Djir Arbitrage : Bruno José Ribeiro Pires Costa | Stade Miloud Hadefi, Bir El Djir Arbitrage : Bruno José Ribeiro Pires Costa |

#### Finale
| 4 juillet 2022 | France         | 1 – 0   | Italie |                                                                                   |                                                                                   |
| 20h45          | Pirringuel 68e | (0 - 0) |        | Stade Miloud Hadefi, Bir El Djir Spectateurs : 45 000 Arbitrage : Lotfi Bekouassa | Stade Miloud Hadefi, Bir El Djir Spectateurs : 45 000 Arbitrage : Lotfi Bekouassa |
| 20h45          | [PDF]Rapport   |         |        | Stade Miloud Hadefi, Bir El Djir Spectateurs : 45 000 Arbitrage : Lotfi Bekouassa | Stade Miloud Hadefi, Bir El Djir Spectateurs : 45 000 Arbitrage : Lotfi Bekouassa |

## Resultats

### Podiums
| Épreuves | Or | Argent | Bronze |
| -------- | --- | --- | --- |
| Hommes   | France - Mathieu Patouillet · Johaneko-Louis Jean (en) · Kanfory Kaba · Kevin Mercier · Ange Chiesa · Nathan Buayi-Kiala · Lenny Seive Pirringuel · Cheick Mohamed Doumbia · Mahamadou Kanouté · Reda Belahyane · Mohamed Adel Bacha · Diabé Bolumbu (en) · Younes El Hannach · Edvin Bongemba · Badredine Bouanani · Alain Georges Zadi · Amine Messoussa · Yvan Ikia Dimi | Italie- Davide Mastrantonio · Filippo Missori · Iacopo Regonesi · Andrea Palella · Lorenzo Dellavalle · Gabriele Indragoli · Luis Hasa · Justin Kumi · Tommaso Mancini (en) · Federico Accornero · Nicola Patanè · Nicola Bagnolini (en) · Andrea Bozzolan · Gabriele Guarino · Lorenzo Amatucci · Lorenzo Ignacchiti · Luca D`Andrea · Antonio Raimondo | Maroc- Elias Mago · Wassim Lantaki · Youness Akharraz · Abdessamad Ammal · Ayoub El Hammami · Abdellah Baallal (en) · Oussama lyakoubi · Mohamed Jazouli · Omar Sadik · Osama Haroun · Aïman Maurer · Walid Hasbi · Ahmed Khatir · Hamza Anhari · Othmane Boukhres · Anouar Khalid Tamoune · Abdellah Raihani · Yassine Khalifi |

### Classement final
| Position                                | Équipes  |
| --------------------------------------- | -------- |
| Médaille d'or, Jeux méditerranéens      | France   |
| Médaille d'argent, Jeux méditerranéens  | Italie   |
| Médaille de bronze, Jeux méditerranéens | Maroc    |
| 4e                                      | Turquie  |
| 5e                                      | Algérie  |
| 5e                                      | Portugal |
| 7e                                      | Grèce    |
| 7e                                      | Espagne  |